# New World Center
New World Center – wieżowiec w Shenzhen, w prowincji Guangdong, w Chińskiej Republice Ludowej, o wysokości 238 metrów. Budynek został otwarty w 2006 i posiada 53 kondygnacje.